# Mus (ondergeslacht)
Mus is een ondergeslacht van het geslacht Mus dat inheems is in Europa, Azië en Noord-Afrika. De huismuis (Mus (Mus) musculus), een soort uit deze groep, is over de hele wereld verspreid.

## Kenmerken
Bij de leden van dit ondergeslacht ontbreekt, anders dan bij Pyromys, de supraorbitale rug. Het interorbitum is smaller dan 4 mm en de foramina incisiva zijn lang en smal. De vacht is niet stekelig. De ogen zijn groot. Vrouwtjes hebben 3+2=10 mammae. De leden van dit ondergeslacht leven in Azië in graslanden; veel soorten hebben zich tot cultuurvolgers ontwikkeld.

## Soorten
Dit ondergeslacht omvat de volgende soorten:
- Mus booduga (Pakistan, India, Sri Lanka, Bangladesh, Zuid-Nepal, Midden-Myanmar)
- Mus caroli (Ryukyu-eilanden, Taiwan en Zuid-China tot Thailand; geïntroduceerd in Maleisië en West-Indonesië)
- Mus cervicolor (Noord-India tot Vietnam; geïntroduceerd op Sumatra en Java)
- Mus cookii (Zuid- en Noordoost-India en Nepal tot Vietnam)
- Mus cypriacus (Cyprus)
- Mus famulus (Zuidwest-India)
- Mus fragilicauda (Thailand en Laos)
- Mus lepidoides (Myanmar)
- Macedonische huismuis (Mus macedonicus) (Balkan tot Israël en Iran)
- Huismuis (Mus musculus) (wereldwijd geïntroduceerd)
- Mus nitidulus (Midden-Myanmar)
- Steppemuis (Mus spicilegus) (Oostenrijk tot Zuid-Oekraïne en Griekenland)
- Algerijnse muis (Mus spretus) (Zuid-Frankrijk, Iberisch Schiereiland, Balearen, Marokko tot Tunesië)
- Mus terricolor (India, Nepal, Bangladesh, Pakistan; geïntroduceerd op Sumatra)